# Beatricepriset
Beatricepriset är ett pris som delas ut årligen av Danska Akademien. Beatricepriset stiftades 1983 av Birthe och Paul Beckett, och prissumman om 50.000 danska kronor tilldelas en skönlitterär författare (lyrik eller prosa) vars "allerede udgivne bøger har en kvalitet, som der er grund til at påskønne, og om hvem der er grund til at tro, at han eller hun vil udvikle sig yderligere".

## Lista över mottagare
| År   | Mottagare              |
| ---- | ---------------------- |
| 1984 | Henrik Bjelke          |
| 1985 | Peter Laugesen         |
| 1986 | Arthur Krasilnikoff    |
| 1987 | Klaus Høeck            |
| 1988 | Preben Major Sørensen  |
| 1989 | Marianne Larsen        |
| 1990 | Henning Mortensen      |
| 1991 | Vagn Lundbye           |
| 1992 | Anne Marie Ejrnæs      |
| 1993 | Christian Skov         |
| 1994 | Jette Drewsen          |
| 1995 | Maria Giacobbe         |
| 1996 | Knud Holten            |
| 1997 | F.P. Jac               |
| 1998 | Janina Katz            |
| 2000 | Pia Juul               |
| 2001 | Jens-Martin Eriksen    |
| 2002 | Nikolaj Stockholm      |
| 2003 | Helle Helle            |
| 2004 | Naja Marie Aidt        |
| 2005 | Kirsten Hammann        |
| 2006 | Morten Søndergaard     |
| 2007 | Christina Hesselholdt  |
| 2009 | Merete Pryds Helle     |
| 2010 | Katrine Marie Guldager |
| 2012 | Camilla Christensen    |
| 2013 | Lars Frost             |
| 2014 | Lone Hørslev           |
| 2015 | Laus Strandby Nielsen  |
| 2016 | Sidsel Falsig Pedersen |
| 2017 | Kristian Bang Foss     |
| 2018 | Mette Moestrup         |
| 2019 | Olga Ravn              |
| 2021 | Majse Aymo-Boot        |